# Gehundra galbina
Gehundra galbina är en insektsart som beskrevs av Blocker 1976. Gehundra galbina ingår i släktet Gehundra och familjen dvärgstritar. Inga underarter finns listade i Catalogue of Life.